# Hahhu
Hahhu o Hakhkhu era una ciutat estat del nord de Síria que va ser atacada pel rei hitita Hattusilis I cap a la meitat del segle xvii aC dins de la campanya del sisè any del seu regnat.
El rei hitita la va conquerir després de tres intents d'assalt contra les portes de la ciutat, fins que va aconseguir entrar i la va ocupar. Els va prendre totes les seves riqueses que es va emportar a Hattusa. El botí estava format per una gran quantitat de plata, i també va emportar-se amb ell els déus de la ciutat. Va alliberar els esclaus i va eximir d'impostos als serfs de la ciutat. Va lliurar els tresors a la deessa solar d'Arinna.